# キャリア (国家公務員)
キャリア官僚（キャリアかんりょう）とは、日本における国家公務員試験の総合職試験、上級甲種試験又はI種試験（旧外務I種を含む）等に合格し、幹部候補生として中央省庁に採用された国家公務員ないし官僚の俗称である。

## 概説

### キャリア制度
高級官僚とその候補生の登用、昇進のシステムがキャリア制度（キャリアシステム）と呼ばれる。採用時の試験区分によって選抜された幹部候補グループ（「キャリア」と呼ばれる）は、その他の職員（「ノンキャリア」と呼ばれる）と区別して一律に人事管理が行われ、より早いスピードで昇進、高級官僚の地位をほぼ独占する。しかし、各府省ごとにシステムが若干異なり、府省ごとに違う意味で捉えられることが多いため、統一的な定義はない。どういう人までをキャリアと呼ぶかも、各府省で異なる。国家I種の「行政」「法律」「経済」区分に合格した者（総合職試験に合格した事務官）を指すこともあるが、広義は技官を含めた国家I種合格者全体を指す。ただし、法務省では一部の検察官がキャリアとして扱われたり、都道府県警察を含め多くの職員を有する警察組織は国家II種警察庁採用の警察官について準キャリア（セミキャリア）と呼ぶ場合があるなど、例外もみられる。「制度」とは呼ばれるものの現行のキャリア制度について法的根拠は存在せず、全くの慣行として事実上の運用がなされている。
昇格や給与などの待遇は他の公務員（ノンキャリア）と比べ物にならないほど良いと思われがちだが、明らかな差がつくのは入省して相当の経験を積んでからとなる。キャリアは政策の企画・立案や法令案の作成といった法制担当などの責任の重い職務が割り振られることが多い。定時終業など先ず望めず、退庁時間が非常に遅くなることも少なくない（ただ本省勤務者はノンキャリアも含め、概して退庁時間が遅いのが常態ではある）。ほぼ全員が本省室長クラスまで横並びで昇進し、その後の出世競争から脱落した者は府省の地方支分部局、地方公共団体、外郭団体などの幹部職員として出向したり、民間企業に再就職あるいは政治家に転身する。一部は高級官僚（慣例的に本省局長クラス以上を指す）まで昇進し、一般に同期入省又は後年入省の事務次官が誕生するまでに、同年次のキャリアは定年を待たずに退官する。
日本銀行、あるいは国の機関を前身とする組織（JR各社〈鉄道省→日本国有鉄道〉、NTT〈電気通信省→日本電信電話公社〉、日本郵政〈郵政省→日本郵政公社〉も、特定大学出身者の優遇などといった形でキャリア制度が残存する。特殊法人、地方公務員や戦前からある大企業でも、キャリア制度に類似した採用、昇進のシステムを存続させているところもある。
なお、過度な長時間労働などキャリアの労働環境が非常に劣悪であることが広く知れ渡っていること、給与水準が民間とりわけ外資系のコンサルティング会社や金融機関と比して非常に低いこと、職務の多くが現在の制度上の欠陥の弥縫策・国会議員への説明等に忙殺され政策立案に関与できなくなりつつあること、関与できる天下り先も減少していること等々から、若手キャリアの退職が相次いでいる。またキャリア官僚を最も多く輩出してきた東大法学部においてキャリア官僚志望の学生が激減していること、ひいてはキャリア官僚の質も低下傾向がささやかれるなど、キャリア制度は曲がり角に立っている。

#### 事務次官級
キャリアの一般的な最高位は、各府省の官僚の最高位となる事務次官である（例外の法務省は後述）。また公正取引委員会と会計検査院は事務総長、警察庁は警察庁長官、金融庁は金融庁長官、消費者庁は消費者庁長官、こども家庭庁はこども家庭庁長官が事務次官と同格の指定職俸給表8号俸の官僚の最高位のポストである。内閣官房では特別職の内閣官房副長官補、内閣広報官及び内閣情報官もいずれも政権中枢の業務を担う事務次官級のポスト（指定職俸給表8号俸相当）である。但し、同じ「庁」のつく官庁でも、消防庁・水産庁・気象庁などの長官（各省の外局の長）は、指定職俸給表6-7号俸であり、事務次官級に位置付けられるものの、各省事務次官よりは格下である。
なお従前は、外務省では事務次官任官後に、特別職の認証官である特命全権大使の一部（駐米大使・国連大使）に任官する例外的な運用が続けられてきたが、2001年から2002年頃の外務省機密費流用事件や鈴木宗男事件などの不祥事を受けた改革で、事務次官を名実ともに外務官僚の第一人者として指導力・求心力を強化し、キャリアの最終ポストとすべきとする報告書が提出されて、以後は事務次官がポストの頂点と位置付けられている。これ以後に事務次官経験者が大使職（駐米大使）に就いた例は2例のみに留まる（参照）。

#### 大臣政務官級
内閣官房副長官を補佐する特別職の内閣危機管理監と国家安全保障局長は大臣政務官級であり政権中枢の業務を担っている。官僚と官僚出身者が就任することもある他の大臣政務官級の役職としては、いずれも特別職の認証官である人事官（人事院総裁除く）、検査官（会計検査院長除く）、侍従長がある。

#### 副大臣級
一般的に、その職務の重要性と権限から各省の事務次官を越えたキャリア官僚の頂点とされるのが内閣官房の内閣官房副長官（事務担当）である。同職は副大臣級で特別職の認証官であり、閣議への陪席も認められ、事務次官等会議を主催している。旧内務省系官庁である警察庁、旧自治省、旧厚生省において事務次官級のポストを務めた者から就任するのが慣例となっている。官僚が就任する他の副大臣級の役職としては、認証官の宮内庁長官、慣例的に閣議への陪席が認められている内閣法制局長官があり、官僚出身者が就くこともあるポストとしては公正取引委員会委員長があり、いずれも特別職である。

#### 国務大臣級
官僚出身者が就任する例の多い人事院総裁と会計検査院長は、更に格上の国務大臣級であり、特別職の認証官である。

#### 法務省における例外的運用
例外的に法務省では認証官の検事総長・次長検事・（高等検察庁長たる）検事長の方が事務次官より待遇が格上であり、給与面は検事総長は国務大臣級、東京高等検察庁検事長は副大臣級、次長検事と検事長（東京高検除く）は大臣政務官級と定められている。これは検事が職務上対応するポストが三権の一つの司法を司る裁判所の最高裁判所裁判官や高等裁判所長官であり、対応する裁判官に合わせた待遇とされているからである。

## キャリア制度の歴史

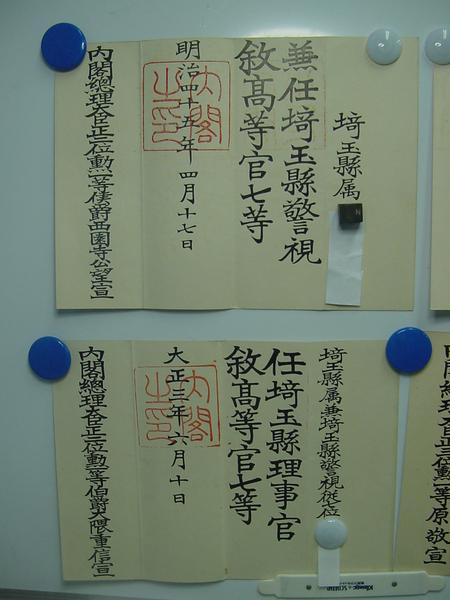
「高等官七等」辞令書。上は埼玉県警察部の某警視に、下は埼玉県庁の某理事官（やはり埼玉県警察部の警視）に発令されたもの

キャリア制度とは、明治時代に大日本帝国を近代国家にするためドイツ帝国の公務員採用制度を参考にし、1888年にスタートした試補制度に起源をもつ。このときは帝国大学出身者は無試験で任用できるようにし、不足した人数を帝国大学出身者以外の試験選抜という形で採用した。もっとも、帝国大学卒業者の無試験任用は批判が多く、1894年に高等文官試験（高文試験）と呼ばれる今のキャリア採用制度と同様な制度が誕生した。高文合格者は高等官と呼ばれたが、他の官吏（判任官など）とは勅令によって厳格に区別され、現在のキャリアと比べても極めて速いスピードで昇進した。
戦後、GHQは従来の身分制的な公務員制度を改めるべく、アメリカ的な職階制の導入をはじめ様々な改革を試みたが、各省の抵抗もあって不徹底に終わった。高文試験は名前を変え国家上級を経て国家I種となったが、採用制度と昇進制度は殆ど変化していない。戦後は制度上廃止された高等官に代わって「資格者」と呼ばれるようになり、「資格者」が「キャリア」と変化する内に「キャリア」の語が俗称として定着した。
武官については、陸軍大学校と海軍大学校卒業者が高文合格者に類似した形で各軍における指導的な地位についていた（ただし、大学校を卒業していないものでも将官まで昇進する場合も散見された）。戦後に創設された自衛隊の自衛官は、防衛研究所一般課程、各自衛隊幹部学校の指揮幕僚課程・幹部高級課程、統合幕僚学校一般課程（2006年廃止、以降統合高級課程）及び外国陸・海・空軍大学等の卒業生が指導的地位に昇進している。
明治以来の高等文官制度、及び戦後それを非公式に継承したキャリア制度は、世襲や門閥、藩閥による高級官僚登用を防ぎ、かつ職員間の過当競争を回避し、日本の近代国家化・発展に大きな役割を果たした。
2008年に成立した国家公務員制度改革基本法に基づき、国家I種・II種・III種試験は2011年度を最後に廃止され、2012年度から「総合職（院卒者試験、大卒程度試験）」「一般職（大卒程度・高卒程度）」「専門職」区分による国家公務員採用試験が導入された。新たに設けられた「総合職試験」は「政策の企画立案に係る高い能力」を試す試験とされたが、幹部候補の育成については、別途幹部候補育成課程を設けるものとし、課程対象者の選定については、採用後、一定期間の勤務経験を経た職員の中から、本人の希望及び人事評価に基づいて随時行うものとされている。
この制度変更によって「現行のキャリアシステムは廃止され、根本的に異なる仕組みができ上がる」と当時の渡辺喜美行政改革担当大臣は国会で答弁しているが、実際の運用では、総合職試験は旧I種試験を、一般職試験はII種試験及びIII種試験を継承するものと見なされており、キャリア制度の修正に至っていない。
古代から官僚は存在し、資格任用制による官僚登用制度も存在していた（中国の科挙など）。しかしそれは、日本では基本的に貴族や武士を対象とした世襲と門閥即ち家系によるものであり、庶民が高級官僚になることは実際は厳しいものだった。やや例外的に、平安時代は、方略試という官僚登用試験が存在していた。この試験は当時の大学院生が対象であり、当時の大学（大学寮）は入学資格として、五位以上の官人の子弟であることが要求されるが、初期の大学寮は聡明な者なら無位の者でも入学が許され、大学寮での成績が優秀な学生であるなら式部省が行う官人登用試験である進士を受験し合格すれば官人になる道もあった。稀なことではあるが庶民から進士に合格し下級官人となり、最終的に貴族にまでなった人物として勇山文継が知られている。江戸時代では、旗本と御家人の子弟のみを対象とした官僚採用試験が行われていた。逆に中国の科挙においては、試験の難易度や勉学に集中できる環境を整える難しさから、実際には科挙の合格者からなる「士大夫」や富裕階級の子息などに限られていた。

## 各官庁ごとのキャリアの現状
日本の中央省庁は1府11省3庁で構成されているが、特に財務省、外務省、経済産業省、警察庁、総務省は五大省庁と呼ばれ、総合職試験の中でも入庁の難易度が高いとされる。

全省庁の最上位に立つのは、予算と税の査定権限を持つ財務省で、通常官僚に対しては上から物を言う政治家も、財務官僚に対しては一定の敬意を払い対立することをなるべく避けようとするほどの影響力がある。それに続くのは、財務省とともに総理大臣を補佐する首相秘書官を輩出する外務省、経済産業省、防衛省、警察庁、加えて地方自治体に強いネットワークを持つ総務省の５つの省庁である。
戦前まで、高等官の採用数は昭和一桁時代までの旧大蔵省が5〜10人前後であったように現在の採用数と比べれば少なかった。とりわけ戦後になって、各省ともキャリアの採用数を増やしたため、全員が局長まで辿り着けず、キャリア各人のモチベーションの維持にも大きな作用があったことが指摘されている。
1980年代までは、事務官として採用されると30歳までに地方出先機関トップ（税務署長など）に就任する人事慣行（若殿研修）がある中央省庁も存在した。本省課長クラスは大企業の社長に行政指導という形で号令をかける立場になれ、更に天下りして約70歳までは職に困ることは無いばかりか、生涯賃金で多くの民間企業を圧倒するということで、非常に人気が高かった。しかし、経済のグローバル化による政府の存在感の相対的な低下、民間企業などとの給料の格差や著しいサービス残業、及び不祥事の頻発とマスコミの公務員バッシングによるイメージの低下、内閣人事局の設立によるポストや待遇の不透明化の増大、国会対応に代表されるアナログな職場環境などから、外資系などより条件の良い民間企業への流出が起きている。
近年では少子化に加え、過酷な長時間労働の実態が報道されるようになり、受験者数が減少している。特に技術系官僚（技官）の不足が顕著である。
受験者数の減少と若手や中堅の流出により人手不足が深刻化しているため、理系学生に対象を絞った説明会の開催、厚生労働省が異例となる総合職の中途採用を発表するなど対策に乗り出している。

### 人事院
近年では、総合職職員として4～10名程度採用されている。人事院のキャリアは、人事院規則などの法令の改正作業や企画立案、査定業務などの重要ポストを早くから経験し、他省庁などへの出向の機会も早くから与えられる。通常、係長は5年目以降に、課長補佐は10年目以降に昇進する。通常、ノンキャリアは係長になるまでに10年以上、課長補佐になるまでに20年以上かかる。人事院の事務方トップは、事務総長（事務次官級）である。

### 内閣府
ここ最近は、総合職職員として11～16名程度採用されている。キャリアは、内閣府本府のほか、内閣官房や旧内閣府国民生活局を改組した消費者庁などに数多く出向している。宮内庁、公正取引委員会、国家公安委員会（警察庁）、及び金融庁は内閣府の外局であるが、完全な別採用であり、人事も独立している（宮内庁では現在事務系キャリアの採用を行っていない）。内閣官房同様、政府のその時々の課題に応じ、臨時の組織が設置されることが多いが、その場合の組織は、ほとんどは他省庁からの出向者で占められる。

### 公正取引委員会
ここ最近は、総合職職員として6～8名程度採用されている。公正取引委員会の所管法律は、独占禁止法、下請法及び官製談合防止法など限られているものの、その適用範囲は広汎であり、職権行使の独立性と広範な裁量を付与されていることが特徴である。キャリアも独占禁止法のスペシャリストとしての経験を積んでいくこととなり、退職後に法学部の教授に就任する例も多い。警察庁（国家公安委員会）と同様に、他府省における大臣・副大臣・大臣政務官のような政治家が任用されるポストはなく、幹部ポストは全て公正取引官僚（行政官）が就任する。公正取引委員会の事務方トップは、事務総長（各府省次官級審議官（指定職７号）と同等）である。

### 国家公安委員会・警察庁
ここ最近は、総合職職員として25～35名程度採用されている。警察庁は他府省のように大臣・副大臣・大臣政務官は任用されないため、幹部ポストは全て警察官僚が就任する。警察庁トップは、警察庁長官（事務次官級）である。国家公安委員会は警察庁を管理するが、国務大臣たる国家公安委員会委員長も警察庁長官に対する指揮監督権を有していないため、警察庁は日本の国家機関の中でもとりわけ官僚主導型の運営がなされている。
警察官は警察庁の旧国家I種採用者・旧国家II種採用者と、都道府県採用者に分かれている。警察官の場合、役職以外に階級による区分もあるため、他府省より一層差別化が進んでいる。警部補を初任とする国家l種採用者（キャリア）は採用7年目に無試験で警視に一斉昇任する。他方、巡査を初任とする都道府県採用者（いわゆる「ノンキャリア」）で警視に昇任する者の数は少なく、最も早く昇任したとしても学歴に関係なく45歳程度であるため、両者の格差は大きい。
旧・国家II種試験に合格して警察庁に採用された警察官は巡査部長を初任とし、キャリアと同様に無試験で昇任するなど、都道府県採用者に比べ有利に処遇されている。このため、公務員試験受験生の間では準キャリアと称されることもある。しかし、最高幹部（警察庁長官や警視総監、局長級）へ至ることができないと見込まれる点では、他省庁の国家II種採用者と同様である。以前は、都道府県採用の警察官が推薦を受けて警察庁に転籍する制度（警察庁中堅・県警幹部候補）が存在し非常に名誉なこととされたが、時代の変遷とともに若手職員の価値観が変わり、昇進・名誉よりも霞が関での激務や全国規模での転勤を敬遠する傾向が見られ、制度が形骸化したことも採用開始の背景にある。キャリア・準キャリアとして採用された警察官は階級に関係なく国家公務員としての立場が確立するため、都道府県を跨ぐ全国異動がある。一方、ノンキャリアとして採用された警察官は都道府県単位で採用された地方公務員であるため、立場が国家公務員の扱いとなる警視正以上の階級に昇任しない限り都道府県を跨ぐ人事異動は無い。ただし、転籍届により他都道府県警察に移籍という形を採ることができる。ノンキャリアが都道府県を跨ぐ人事異動の例外的な例としては、人事交流が在る。この制度は違う都道府県警察同士がお互いに異動者を出す方式であり、一方的に異動する人事とは性格が異なる。
これらの警察官として採用される職員の他に、毎年、技術系職員の採用が行われている。キャリアは本庁でのみ採用される。技官や事務官は階級を持たない。
ただし、警察庁サイバー警察局長や、都道府県警察における本部長、警務部長等に就任する場合があり、その際には警察官に任用され警視監等の階級を有する事もある。

### 金融庁
近年では、総合職職員として10～15名程度採用されている。金融庁は、平成10年に発足した金融監督庁が平成12年に改組して成立した比較的新しい官庁であり、金融庁（金融監督庁）採用のキャリア1期生は平成11年採用である。
このため、現段階では、旧大蔵省出身者が同庁幹部（課長級以上）の大半を占めている。金融庁の事務方トップは、金融庁長官（事務次官級）である。

### 消費者庁
近年では、総合職職員として1～6名程度採用されている。消費者庁は、平成21年に発足した新しい官庁である。このため、現段階では、母体となった内閣府出身者が同庁幹部（課長級以上）や職員の大半を占めている。消費者庁の事務方トップは、消費者庁長官（事務次官級）である。

### 総務省
近年では、総合職職員として46～54名程度が採用されている。総務省は、旧自治省・旧郵政省・旧総務庁の3省庁の統合によって成立した。そのため自治系、郵政系、総務系と事実上別々に採用を行っている。また、総務系は、独自採用を行っていない内閣人事局と一体として人事が行われている。総務事務次官は、事実上、自治省又は郵政省出身者に限られ、総務省発足後の歴代事務次官は自治省出身者が最も多い。
旧自治省系キャリアは、地方公共団体の幹部として出向して経験を積む機会が多く与えられる。本省内では自治財政局（旧自治省財政局）の地位が高い。
入省後数ヶ月で都道府県の地方課や財政課に出向し、地方自治体の現場を経験する。その後、本省係長としての勤務を経て、早い者であれば20代にして市の部長級、県の課長級に再度、出向する。更に、30歳前後で市の局長級、県の部長級に就任する。
最終的には、本省課長級を経て、審議官級に昇任後、副知事や副市長に就任する者も少なくない。この際に、そのまま知事選や市長選に出馬し当選する場合も多い。
旧郵政省系キャリアは、他省庁や民間企業、在外公館、国際機関といった幅広い組織に出向して経験を積む機会を与えられる。また、IT企業への大きな権限を有することを背景に、民間企業との人事交流が活発に行われている。
旧郵政省時代は入省5年で郵便局長、その後地方郵政局課長に就任しており、現在でも、日本郵政グループの役員クラスへ出向する者も少なからず存在する。旧郵政省時代は大臣官房長から貯金局長か通信政策局長を経て、電気通信局長→事務次官と昇格していくのがほぼ慣例化されていた。特に電気通信局長はニューメディアの許認可を一手に握ることから花形とされており、「次の次官ポスト」「次官待機ポスト」などとされていた。
旧総務庁系キャリアは、総理府・総務庁採用で行政管理、行政評価、統計、内閣人事局（旧人事・恩給局）中心に勤務する。出先機関である管区行政評価局に配属される場合も多い。事務次官には、これまでに2名が就任しており、行政制度担当の総務審議官が恒常的な最高ポストとなっている。
消防庁は、総務省本省とは別に、技術系総合職から採用を行っており、毎年、1〜2名採用されている。採用された職員は、一般的に消防官僚と呼ばれている。

### 法務省・検察庁
近年では、総合職職員として30～34名程度採用されている。
法務省は、防衛省の自衛官と厚生労働省の医系技官と同様に、幹部人事に他府省と異なる慣行が確立されている官庁である。
法務省において幹部候補として処遇される職員には、国家総合職試験合格者から法務省に採用された者の他に、司法試験合格者である検察官及び裁判官で、法務省に勤務する検事（ただし、裁判官は法務省に出向する際は検事に転官する）が存在しており、検事は、国家総合職採用者に比べ優位な地位に立っている現状にある。
ただし、検事の場合、法務省の幹部候補として歩むことが予定された者が一期あたり4～5名程度存在するとされ、通常の検事とは異なるキャリアパスを歩む（法務省本省での勤務、海外留学、在外公館勤務が多い等）傾向にある。
大半の検事は、退官まで検察庁の現場で働くこととなるため、検事全員が他府省におけるキャリア組と同様に位置付けられているとは、必ずしも言えない。
また、キャリア組類似の人事配置についても、あくまで流動的になされており、法務省勤務の勤務も機会も上記の者にのみ限定されている訳ではない。
法務本省の要職の多くは、検事（裁判官からの転官者を含む）で占められ、国家総合職採用者が本省の局長になるケースは例外的である。法務省では、事務次官は検事総長を頂点とする検察庁のピラミッドの一過程として位置づけられており、刑事局長を経験した検事が法務事務次官、次長検事、東京高等検察庁検事長等の要職を経て、検事総長あるいは最高裁判所裁判官に至るのが出世コースとされている。このように法務省人事は、実質上検察庁と一体的に運用されている。
国家総合職採用の事務官は、伝統的に、本省局長となれる可能性は低く、事務次官となった者は過去にいないなど、他省庁のキャリアに比べると不遇とされてきた。ただし、近年では国家総合職採用者の処遇が向上しており、これまでに、出入国在留管理庁長官2名（2019年、2024年就任）、矯正局長6名（2016、2018、2020、2021年、2022年、2024年就任）、保護局長2名（2019、2021年、2023年就任）、人権擁護局長2名（2017、2024年就任）及び入国管理局長3名（2006、2011、2019年就任）が、本省局長級（指定職4号俸）以上のポストに就任している。（うち矯正局長1名（2018年就任）と人権擁護局長1名（2017年就任）および出入国在留管理庁長官1名と入国管理局長1名（2019年就任）はそれぞれ同一人物である。）。この他に検事出身・事務系キャリア出身以外に、ノンキャリア組刑務官出身の矯正局長1名（2013年就任）がいる。
一方で採用数が少ないことから、出世レースは、他省庁ほど激しいものではなく、ほぼ全員が本省課長級から審議官・管区局長級（指定職1号以上）まで出世でき、強制的に天下りさせられることもないので、安定性は他省庁よりも高いと言える。
法務省は局ごとの縦割り意識が強く、国家総合職採用者の人事も、民事局 - 法務局、矯正局 - 矯正管区、保護局 - 地方更生保護委員会、入国管理局 - 地方入国管理局と、局別に縦割りで行われている（総務省や厚生労働省などの中央省庁再編に起因する縦割り行政ではなく、霞が関最古参の省の一つで、100年以上大きな組織改編もなく存続したことにより、各組織が細分化したことや、出自に違いがあること（例: 入国管理局が外務省から移管されたものである等）に起因するとみられている）
ただし、形式上は、省として一括した採用が行われている。

### 外務省
近年は、総合職職員として26～28名程度採用されている。かつて外務省は、国家公務員採用I種試験ではなく独自に実施する「外務公務員採用I種試験」合格者からキャリアを採用していた。キャリアの多くが定年前に特命全権大使に就任するなど処遇の高さから人気は高い傾向にある。
省内では日米関係を担当している北米局長が出世コースとされている。
旧外務公務員採用I種試験は20歳から受験可能な一方で合格者名簿の有効期間が1年（国家公務員採用I種試験合格者の名簿は3年）と短かったため、合格者の中には大学を3年時に中退して入省した者もおり、それら「大学中退」者が、かえって飛び級的名誉とされていたという。“外交官に比べれば東大・法など霞んで見える”とまで言われた。他方、同試験の合格者には外務省職員の子弟が多いことや、その事と外務省職員が特権意識を抱きがちであるとする批判が存在することとの関連性が指摘され続けていた。
このこともあり、2001年より、外務省キャリアは他省庁と同様に国家公務員採用I種試験の合格者から採用されることとなり、外務公務員採用I種試験は廃止された。しかし、依然として外務省職員を親族に持つ入省者は少なくない。外務省職員の子弟は、幼少期から海外経験が豊富で、外国語が堪能である傾向も影響していることも考えられる。

### 財務省
2016年度以降は、総合職職員として22～23名程度採用されている。財務省では、財務本省のほか、税関・財務局および国税庁がそれぞれ独自にキャリアを採用している。しかし、本省課長級以上のポストのほとんどは本省採用キャリアで占められ、キャリアといえども財務局・税関・国税庁採用者は本省・本庁の一部の課長もしくは地方支分部局の長までしか昇進できないのが実状である。
財務省の中でも予算編成を担う主計局が強く、主計局主計官補佐（主査）や課長級の主計局主計官を経験することが出世に影響するとされている。新規入省者の場合、特に優秀と目される者は大臣官房文書課、大臣官房秘書課、主計局総務課、主税局調査課に配属される傾向があるとの財務省OBによる証言もある。入省数年後、官房文書課を経た者が多く就任する、予算編成に大きな影響力を持つ主計局総務課の係長ポストが出世コースの一つとされている。
以前は主任や係長を終えた、入省5〜7年目あたり（年齢にして30歳手前あたり）の本省キャリアは地方の税務署長に就任する慣行があった。しかし、大蔵省接待汚職事件に端を発する大蔵省改革の中で、税務署長に就任するのは原則35歳以上とするように運用が改められた。そのため、1991年の入省者は海外出向を控え、暫く本省を離れることとなる4人のみに税務署長が発令した。
出世に響く大きな関門として筆頭課長のポストがある。大臣官房の課長と各局の総務課長からなる。筆頭課長をどのポストで終わらせたか、或いはその前後に内閣総理大臣秘書官を経験したかで大臣官房長や総括審議官、本省局長などの候補が絞られていく。主に大臣官房の文書課長、秘書課長、総合政策課長（旧：調査企画課長）に加え、主計局総務課長、主税局総務課長が登竜門とされている。上記5課長では、課長クラスの人事を担当し、「ドン」と言われるOBとも接触が深い秘書課長が最右翼とされている（しかし、「ドン」との近さが反って逆効果になることもある）。
なお、財務省キャリアは、内閣府、環境省、防衛省など他の府省庁で、事務次官、次官級の審議官、外局の長官に就任する場合もあり、これら他省庁の幹部職員の人事についても、財務省側の評価が強く反映される傾向があるとする論稿も存在する。例えば、財務省（旧大蔵省）出身者が防衛事務次官（主に防衛庁時代）に就任する場合の選考条件について、大蔵省本省でも局長以上になり得、マクロな内外の情勢や財政事情の判断ができる人物とされていたという。
また、財務研修（旧大蔵研修）において、全省庁で最上位成績を修めたノンキャリアは例外的に主計局へ配属させる。

#### 国税庁・財務局・税関
国税庁、財務局、税関はそれぞれ10名前後採用している。国税庁キャリアは地方国税局、本庁係長、税務署長、本庁課長補佐、主税局課長補佐を中心に昇進し、国税局部長、本庁課長から本庁審議官、地方国税局長（札幌、仙台、金沢、高松、熊本のいずれか）か国税不服審判所長が最終ポストである。財務局キャリアは地方財務局から理財局中心の勤務で他省庁の出向、財務局課長と昇進し、本省室長、財務局部長、本省課長（理財局国有財産業務課、国有財産調整課のいずれか）、地方財務局長が最終ポストである。税関キャリアは地方税関、関税局中心の勤務で税関課長、部長、関税局室長から関税局課長となり一部が地方税関長に昇進する。

### 文部科学省
近年、総合職職員として31～44名程度採用されている。文部科学省では省庁再編後、総合職の採用について事務系・技術系・施設系の3つの系統に分けられている。
事務系と技術系は旧文部省・旧科学技術庁の事務官（理系出身者も技官ではなく事務官として任用されていた。）の流れを汲むものである。
昇任昇格はほぼ対等で、入省3〜4年で係長級、7年で課長補佐級、17年で企画官、22年前後で課長級に昇任する。課長補佐級に在任中、国立大学法人の部長や地方公共団体の教育委員会の事務局課長に出向する場合がある。
従来、旧I種採用者は本省課長までの昇任速度は同期間でが対等とされてきたが、省庁再編に伴い課長級ポストが減少したことで、課長補佐級ないし企画官級の在任中にで外部へ長期間出向し、そのまま早期退職するケースも生じている。また、近年、総合職（旧I種）新採用者が減少しているため、総合職採用者が係員相当級のまま、昇任せずに係長職に就任するケースや、従来、総合職採用者が係員・係長に就任していた各課の法規・企画ライン等に補充的に本省II種採用者を就かせるケースが出てきている。昨今の教育改革政策により大臣官房や初等中等教育局等でのプロジェクトチームの増設により（特に中堅の）I種採用者をこれらの非常設のチームに投入する一方で、他局原課への（特に中堅の）I種採用者の配置が不足しているという指摘もなされている。
課長級以上に、原課の課長から官房三課長・各局筆頭課長、大臣官房審議官・部長、局長・大臣官房長・統括官、文部科学審議官、事務次官などがあるが、他府省と同様に選抜が始まり、徐々に内部に残る者が減少する。この段階では、従来は各地方公共団体の教育委員会への教育長ポストへの出向や、国立大学・青少年の家などの文部科学省の施設等機関に出向することが多かったが、地方分権化や施設等機関の大学法人化・独法化により、徐々に出向先が減り、その結果、内部での昇進が遅くなっている。
施設系のI種採用者は主に国家公務員採用I種試験の「理工I」（旧建築）区分合格者から採用され、大臣官房の文教施設企画部が官庁訪問の窓口である。採用後は同部を中心に国立大学等にも出向する。
また、文部科学研修（旧文部研修）において、全国で最上位成績を修めたノンキャリアは、例外的に文部科学省大臣官房の会計課にある予算班へ配属される。

### 厚生労働省
総合職職員として50～57名程度採用されている。厚生労働省では、総合職（旧Ⅰ種）試験合格者に加え、医師・歯科医師資格者から採用された医系技官にもキャリアに相当する処遇がなされている。
事務次官にはキャリア事務官出身者が就任する。技官においては、医系技官が、2017年に新設された次官級ポストの医務技監が最高位のポストである。局長ポストでは、医政局長、健康局長、老健局長に医系技官が就任する。
旧厚生省採用及び旧労働省採用の幹部は、それぞれの出身母体を継承したポストを中心に昇任を重ねている一方、中央省庁再編後の平成12年採用者以降は、厚生部局と労働部局を交互に経験させるなど統合が進んでいる。旧厚生省においては大臣官房長を経て、保険局長に昇任した者が事務次官に就任する場合が多く見られた。
旧労働省時代は、有望な若手を早期選抜し、幹部登用に向け育成する人事システムとなっていた。選抜されない場合は「衛星コース」とも呼ばれ、地方局の勤務や他省庁、外郭団体への出向が主となり、本省内での局長級や審議官級への出世は難しくなる。
なお、厚生労働省は旧内務省系官庁にあたり、事務次官経験者は、さらに内閣官房副長官や宮内庁長官に就任した例もある。

### 農林水産省
総合職職員として75～93名程度採用されている。採用区分は、事務官と、農学Ⅰ（農学、農業経済、畜産）、理工Ⅳ（農芸化学）、農学Ⅱ（農業工学）、農学Ⅲ（林学）、農学Ⅳ（水産）、獣医、の各技官とに分かれている。
事務官は本省、外局、他省庁、地方公共団体等に幅広く勤務する一方、技官は農業工学は農村振興局（旧構造改善局）、林学は林野庁、水産は水産庁、獣医、畜産は生産局（旧畜産局）など、専門とする分野を取り扱う部局を中心に勤務し、地方公共団体等での出向時にも、ほぼ専門分野に関連する部局に勤務する。
事務官は事務次官を最高位のポストとして昇任を重ねる。中央省庁再編前の出世のコースはある程度定まったものとされ、原課の課長では畜産局牛乳乳製品課長、食肉鶏卵課長、競馬監督課長、林野庁林政部企画課長、水産庁漁政課長などが有力ポストである。課長級として大臣官房の総務課長又は秘書課長を経験した後に官房長、内局局長に昇任し、食糧庁長官を経て、事務次官になるケースが代表的なものとされていた。食糧庁長官は事務次官への待機ポストともされたが、同庁廃止後は、酪農や畜産を所管する生産局長経験者が、概ね事務次官に就任している。
技官のうち、農学Ⅰ（農業経済）や理工Ⅳ（農芸化学）の採用者は局長まで昇進する場合がある。
農学Ⅲ（旧林学）の採用者の最高ポストは林野庁長官であり、同庁を中心に勤務経験を重ねる。入省8～9年で森林管理署長相当職に就任し、その後は森林管理局（旧営林局）や林野庁での勤務で課長級までは横並びに昇任する。その後は、限られた人数が部長に就任し、各部長から次長に昇進し、事務官と交互に長官に就任する。
水産区分採用者は、水産庁内を中心に地方公共団体の水産系部局の長等（課長、部長）、水産関係の国際機関等にも出向する。従来は、水産庁次長が最高ポストであったが、2017年、60年ぶりに水産区分採用の技官が長官に就任した。
農学Ⅱ（農業工学）の採用者は地方農政局、地方公共団体の土地改良系部局等にも長く勤務する一方、本省では概ね農村振興局内で勤務する。永らく農村振興局次長（旧構造改善局次長）が最高ポストであったが、2018年に、同次長が農村振興局長へ昇任した。
獣医及び農学Ⅰ（旧畜産）の採用は生産局（旧畜産局）を中心に家畜改良センターや検疫所での勤務を重ねる。消費・安全局長や畜産部長に就任する例がある。
なお、2019年、江藤拓農林水産大臣（当時）の発案により、若手官僚によるYouTuber「BUZZ MAFF」が誕生した。

### 経済産業省
総合職職員として42～45名程度採用されている。事務官と技官に分かれている。大蔵省（現在の財務省）ほど固定化されてはないが、事務官は入省時に有望と見られている者は大臣官房総務課などの主要部署に配属する傾向がある。事務官は課長補佐級時代の後半に法令審査委員（筆頭課長補佐）を大臣官房総務課、秘書課、会計課のいずれかで経験することが出世の第一関門とされている。また、独立行政法人日本貿易振興機構（JETRO）のニューヨーク産業調査員も、同期中有望な者が経験するポストとされている。入省後20年ほどで課長級に昇任し、各課長から大臣官房の三課長、経済産業政策局総務課長（旧経済産業政策局経済産業政策課長←産業政策局総務課長←企業局第一課長）、それらに準じる通商政策局総務課長、或いは内閣総理大臣秘書官を経験すると、ほぼ局長級へ昇任が確実となる。5課長の中だと大臣官房の総務、秘書の2課長が1番ランクが高い。筆頭課長の後の次長・審議官・部長級のポストでは経済産業政策局担当の審議官や資源エネルギー庁の電力・ガス事業部長、資源・燃料部長などが最有力。30年目間近になると近畿経済産業局長、総括審議官、貿易経済協力局長、製造産業局長などのポストを経験。その後、大臣官房長や経済産業政策局長、通商政策局長といった主要局長、外局の長官、経済産業審議官に就く。経済産業政策局長（旧産業政策局長←企業局長）は保守本流で次の次官ポストと言われていた。しかし、近年では中小企業庁長官などのポストから事務次官に就任することや内局の局長経験のない大臣官房長がそのまま事務次官に昇格するケースもある。
技官は事務官より出世は遅い。区分は土木、機械、電気・電子・情報、原子力が主であり、全国の出先機関（県の課長や部次長、経済産業局の部長等）、独立行政法人出向（課長・部長等）や同一ポストに長く勤務することも多く、概ね本省課長級（外郭団体部長級、入省30年程）で退職し、審議官・局長級へ昇任する者はわずかである。産業技術環境局、資源エネルギー庁、原子力規制庁（旧原子力安全保安院、科学技術庁原子力安全局の流れを汲む）の他、文部科学省科学技術・学術政策局、研究振興局、研究開発局への出向等、技術的知識を要するポストで勤務を重ねる。
なお、同省では一般職（旧Ⅱ種）採用者も比較的処遇が良く、室長・企画官級は入省20～25年程、30年程で課長級に昇任することもあり、さらに管区局長や審議官へと登りつめる場合もある。

### 国土交通省
総合職職員として、概ね105～113名程度採用されている。国土交通省は技官の勢力が強い巨大官庁であり、キャリア技官がキャリア事務官と交代で事務次官に就任する人事運用がなされている。技官が事務次官に就任する場合があるのは、国土交通省と文部科学省、環境省のみである。
また、外局である海上保安庁の長官・次長には、長年にわたりキャリア事務官（旧運輸省出身）が就任してきたが、2013年に初めて海上保安大学校卒業生であるプロパーの海上保安官出身者が長官職に就任した。
キャリア事務官は本省を中心に勤務し、比較的早期に本省課長に就任する一方、技官は試験職種を問わず、全国の出先機関（地方整備局、各事務所、公益法人等）や地方公共団体の要職（所長、室長・部長級役職）に出向することが多い傾向がある。その結果、事務官に比べて、技官の昇進は遅いものになる。
技官出身者で事務次官に就任するのは、技監（次官級で技官の最高職）経験者のみである。従来、技監には旧建設省出身者である、道路局長または水管理・国土保全局長（旧河川局長）経験者が就任するのが慣例となっている。両局のうち、特に道路局企画課、水管理・国土保全局河川計画課は建設技官中心で構成されており、予算配分権限を担うことから、国土交通省における技官権力の源泉とされる。
また、道路局、水管理・国土保全局、住宅局、海事局、港湾局、北海道局では技官が局長に就任する。その他、各地方整備局長、一部の地方運輸局長、大阪航空局長、北海道開発局長、国土技術政策総合研究所長をはじめ、国土地理院長、気象庁長官、技術総括審議官などの指定職ポストにも技官が就任している。
これらは、いずれも技術的知見に基づく行政判断が特に必要とされるポストである。
他方、旧運輸省出身の技官からは、国土交通省発足後も長らく技監を輩出されなかったが、2018年7月31日に旧運輸省技官出身者の港湾局長が、初めて技監に就任した。なお、旧運輸省技官出身の局長経験者が就任する技術総括審議官は、旧建設省出身者である技監に対する、旧運輸省側のカウンターパートとして、事実上、局長よりも高位に取扱われてきた。
試験区分によっても、処遇には事実上の差異がある。「土木」採用者が最も強い勢力を持ち、事務次官・技監にも「土木」採用者のみが就任している。それ以外の、「砂防（砂防部長）」、「建築（住宅局長（事務官と交互）・官庁営繕部長）」、「機械・電気・電子（海事局長（事務官と交互）、自動車局次長、航空局安全部長）」の各採用者は、一部の例外を除き（ ）内に記載したポストが昇任の上限とされている。

### 環境省
ここ最近は、総合職職員として19～33名程度採用されている。環境省は事務系・理工系・自然系の3つに分けて総合職の採用がなされる。1972年より環境庁の採用を開始。1971年発足のため、長らく厚生省、大蔵省の出向者が事務次官、局長級、課長級のほとんどを占めてきたが、1990年代よりプロパーの課長が出始め、2008年に初の生え抜きの事務次官（西尾哲茂）が誕生。それ以降は2020年まで10人中7人が環境省出身である。長く大臣（長官）官房長、総合環境政策局長からの昇格が通例であったが、近年は多様化している。理工系も事務次官に就任することもあるが、自然系は地方環境事務所、国立公園等の勤務もあり、自然環境局長が最高ポストである。

### 会計検査院
ここ最近は、総合職職員として5名程度採用されている。調査官を経て採用10年程度で他省庁の課長補佐に該当する副長となり(一般職では副長まで20年以上かかる）、かつては15年で上席調査官や監理官など課長級となり全省庁で最短だった。現在は課長級まで20年以上かかる。審議官級から選抜され、局長を経て事務次長から事務総長となる。退職後は検査官や会計検査院長となることもある。

### 防衛省・自衛隊
ここ最近は、総合職職員として27～33名程度採用されている。自衛隊員（自衛官だけでなく、事務官・技官の防衛省職員も含む）の身分は、ほぼ全員が特別職国家公務員である。このうち総合職職員として採用された事務官が防衛省のキャリア組（防衛キャリア）とされる。文官である防衛キャリアは政策的見地から防衛大臣を補佐するのに対し、武官である自衛官は各幕僚監部等に所属し軍事的見地から大臣を補佐する。自衛官は制服を着用していることから『制服組』と呼ばれるのに対し、防衛キャリアは背広を着用するため『背広組』と呼ばれる。
防衛庁のキャリア採用は1955年開始である。1970年代後半頃まではキャリア職員の採用数が局長級ポスト数を下回っており、また民間企業経験者の採用もありキャリア職員の能力が他省庁から格段に見劣りすると評する向きもあった。長く大蔵省・警察庁などから送り込まれた出向者により課長級以上の主要ポストの多くを占め、装備局長は通商産業省、衛生局長は厚生省、経理局長は大蔵省出身者の指定席とされ「植民地官庁」と揶揄されてきた。キャリア採用は採用者が5～10名の時代が長く、前後数年の期まで一括で人事運用がされることが多かった。防衛庁プロパーの事務次官は1988年の西広整輝が初めてで、2000年以降は11人中9人がプロパーである。近年のキャリア採用人数の大幅な拡大と学生間で防衛省の人気が高まりなどを経て、現在では、内局課長級以上のポストのほぼ全てをプロパーの職員が占めている。現在も大臣官房会計課長（旧経理装備局会計課長）は財務省の指定ポストで、財務省出身者が審議官クラスで転籍し局長クラスまで昇進することがある（三村亨、西田安範、岩元達弘）。
防衛キャリアは入省5年の20代後半で「部員」と呼ばれる他省の「課長補佐」に相当するポストに昇進する。40歳前後で企画官・室長級になり外局である技術研究本部、装備施設本部（現防衛装備庁）、防衛施設庁の課長級から内局の課長となる。課長では巨額の航空機調達予算を担当する経理装備局航空機課（旧装備局航空機課長）や防衛政策局防衛政策課長（前防衛課長）、自衛隊の指揮運用を担当する運用政策課長（旧運用課長）の位が高い。その後文書課長・秘書課長ポストののち審議官や地方防衛局長から局長、事務次官と選抜される。一方、技官の防衛省I種採用者は防衛装備庁長官等が最高ポストである。防衛省II種試験採用者等が「部員」相当級へ昇進するのは早くとも30代後半以降になる。
他官庁では、政策系部局と実施系部局が混在しているが、防衛省における実施系の部局は各幕や機関等に属するため内局は全体として政策系に限定された業務を担当する。この関係で、キャリア組の人事異動が狭い範囲に限られる賛否両論がある。2006年の旧防衛施設庁（現: 防衛省地方協力局）技術審議官他3名が天下りを背景にした官製談合で逮捕された防衛施設庁談合事件に際しては、不適切な官民関係が形成された原因の一端であるとの指摘もなされた。
武官のうち士官に相当する幹部自衛官はキャリアとは呼ばれないが、制服最高ポストである統合幕僚長（俸給表上は、事務次官や警察庁長官等と同様、指定職8号の俸給を受ける）を頂点とし、陸・海・空の各幕僚長まで上り詰めることが可能であり、指定職ポストは事務系・技術系を合わせた文官ポストの指定職よりも多く、指揮する部下の数や責任を持つ装備品の金額も桁違いに多い。
幹部自衛官は基本的に防衛大学校出身者及び、一般大学出身で幹部候補生採用試験により採用される『一般幹部』は一尉までは横並びに昇進し、以後、処遇に差異が生ずる。『上級の幹部』を養成する幹部学校等で教育を受けた者は、一佐までの昇任がほぼ確実視される。このことから、幹部学校等の指揮幕僚課程を修めた自衛官について、文官のキャリアに相当する処遇がなされていると捉えられる。一佐は各幕僚監部（統幕・陸幕・海幕・空幕）の課長職や、連隊長、艦長等に補せられ、数百名の人員を指揮し、場合によっては1千億円を超える装備に対する責任を負う。師団長や司令官、各幕僚監部の幕僚長・部長等は将官のポストである。
防衛医科大学校医学科出身者は、医師国家試験に合格すれば『医科幹部』として二尉で任官する。防衛医科大学校看護学科自衛官候補看護学生出身者は、看護師国家試験に合格すれば『看護科幹部』として三尉で任官する。
行政組織法上の「特別の機関」たる統合・陸上・海上・航空幕僚監部は、大本営、陸軍省・参謀本部と海軍省・軍令部両方の機能を持っており、それを内局が内閣の一員の省として調整するという組織構成である。つまり、軍政・軍令を内局・幕僚監部が完全に分化して所掌するのではなく、幕僚監部の軍令・軍政事務を、内局が包括的に管理し調整するという融合型の組織形態がとられている。企画立案・政策実施（運用）を二段階で行い、内局と幕僚監部とは、相互に同程度のカウンタパート（例えば内局の防衛政策課と陸幕の防衛課）が存在する。この点で幕僚監部の課長は、また、中央省庁の課長級と同じ職階であり、戦前における陸・海軍省の課長と同等の職階（俸給制度上も同様）と捉えられる。なお、頻繁に各幕僚監部に勤務する、旧軍の「軍官僚」に類似したキャリアパスを歩む自衛官も多数存在している。

### 最高裁判所
裁判所は日本国憲法の三権分立の原則に基づき、行政府より独立しているものの、裁判所職員の身分は特別職の国家公務員である。裁判官以外の裁判所職員には、人事院実施の国家公務員採用総合職試験とは別に、裁判所職員採用総合職試験（法律経済区分、人間科学区分）により採用される者が存在するが、司法行政の中心をなす最高裁判所事務総局の事務総長、事務次長及び各局局長は全て裁判官によって占められている。
三権の一府であることから裁判官以外のキャリアが担当する指定職ポストも少なからず存在しており、大庁（東京や大阪等の大都市の地裁）の事務局長や首席家庭裁判所調査官等は概ね一般行政職の指定職俸給表に準じた俸給が支払われる。これらの中から一部の人間は最高裁判所大法廷首席書記官や最高裁判所事務総局家庭審議官など最高裁判所における重要ポストに昇ることもある。2013年8月1日付で最高裁判所大法廷首席書記官に初の女性が起用された。
なお、別途試験を受ける事により、簡易裁判所判事や執行官、副検事などへの道も開かれている。

## キャリア制度の問題
キャリア制度については、優秀な人材の誘致、幹部職員の早期育成・高い士気の維持といった観点からその有効性を評価する意見がある一方で、戦前の高等文官試験を継承し、法令になんらの根拠を持たない非民主的システムとの批判がある。そもそも、国家公務員法は「職員が、民主的な方法で、選択され、かつ、指導される」（第1条第1項）、「すべて職員の任用は、能力の実証に基づいて、これを行う」（第33条第1項）と、職員の民主的な任用のために成績主義を根本原則として規定しており、採用時の1回限りの試験で幹部職員の選抜を行う人事管理は想定していない。過去の国家公務員採用上級甲種試験もI種試験も、人事院規則により創設された単なる大学卒業者を採用するための試験の一つに過ぎず、それに合格し採用されることは、幹部候補としての資格・免許を法制度上与えられるものではない。
キャリア職員を中心とした早期退職慣行がいわゆる「天下り」の温床となっていること、採用時の1回限りの試験で幹部要員の選抜を行うため、優秀なノンキャリア職員の意欲を削いだり、キャリア職員の誤った特権意識につながる場合があるなどの問題点が指摘されている。試験区分、出身大学、および性別による差別も問題化している。特に事務官（国家I種の場合、試験区分が「行政」「法律」「経済」）と技官（国家I種の場合、かつての「機械」「建築」「土木」など）の確執は根強い。例としては旧建設省（現：国土交通省）で技官キャリアが、事務官との“パワーバランス”により、1949年より事務次官就任への道が開かれたことが挙げられる。

### 技官・事務官の処遇（例: 国土交通省）
内務省が存在していた1935年、土木局（現：国土交通省）で技官・事務官の人事面における内紛が勃発した。当時、局長・課長等の主要ポストに就任できたのは法文系の事務官のみであった。社会資本整備で技官主導（現在とは違い戦前は、調査、設計、施工監理、管理等を全て技官が担当していた）が最も必要とされた土木局で技官はことのほか“蔑視”されており、昇格したとしても良くて地方出張所長（今で言う地方整備局長）等に甘んじるなど、長らく苦汁をなめていた。当時の土木局技監（当時の技術官僚の最高職で、土木局の次長職相当）だった青山士（土木学会23代会長、パナマ運河建設従事者）でさえも、技監でありながら一度も本省勤務できなかった有様であったといわれる。技官の不満は、戦時中に待遇改善の是正などを求めたが受け入れてもらえず、宮本武之輔ら技官の不満は頂点に達した。結果、内紛が生じ、青山がその責任を取る形で技監を辞職した。

### ノンキャリアの処遇
ノンキャリアとは、公務員試験で国家公務員採用総合職試験（旧I種試験〈旧外務公務員採用I種試験を含む〉）以外の試験に合格し、採用された公務員を指す俗称である（ただし、厚生労働省の医系技官・法務省の検事は除き、防衛大学校を卒業した自衛官も除くことがある）。広義は地方公務員も含むが、キャリアの概念が一様でないため、ノンキャリアの概念も一律に定義することは難しい。
キャリア制度の元では、キャリアでない者＝ノンキャリアは事務次官など高位の職への昇格・昇進が望めず、現状ではどんなに出世した者でも本省の課長級（本省以外で小規模管区の局長等　警察なら警察署長や副署長）までの昇進で終わることが多く、同じ「課長職」であっても、キャリアが着任するポストとは分けられていることが多い。そのため、ノンキャリア職員のモチベーション維持や、身分制的な待遇差から生じるキャリア職員との感情的な軋轢などが問題となっている。近年ではノンキャリア職員の高学歴化が進み、キャリア職員との待遇の格差が以前ほどの正当性を得られなくなってきたとの指摘もある。
昨今のキャリア制度批判を受け、最近はわずかではあるがノンキャリアにも指定職など幹部への扉が開きつつある（例: 1981年、大蔵省印刷局長に初めてノンキャリア職員が抜擢された（石井直一）。2011年、外務省領事局長に初めてノンキャリア出身のキャリア職員が着任した（沼田幹男）。ただし、外務省のキャリアは外務公務員I種試験であったため、他省庁と若干相違がある事を留意しなければならない。2013年に、法務省矯正局長に検事以外では初、さらにノンキャリアの刑務官出身職員が着任した（西田博）。2014年には高校卒業後札幌国税局に採用されたノンキャリア国税職員が、出向先の静岡県で副知事に就任し、次いで財務省主計局主計官や、北海道財務局長等を歴任した（高秀樹）。人事院は、ノンキャリア職員の幹部登用を進めるため、1999年に「II種・III種等採用職員の幹部職員への登用の推進に関する指針」を作成し各省庁に対し計画的育成者の選抜、育成を促すとともに人事院公務員研修所でII種・III種等採用職員の登用研修を始めている。2019年には文部科学省初等中等教育局の局長に高校卒業後に国家公務員採用初級試験（当時）で入省したノンキャリア職員が起用された（丸山洋司）。
平成24年度より、国家公務員採用I種試験、II種試験及びIII種試験は、国家公務員採用総合職試験（院卒者試験、大卒程度試験）及び一般職試験（大卒程度試験、高卒者試験）などに再編された。

## キャリアを扱った作品

### ノンフィクション
- 松本清張『現代官僚論』文藝春秋社、1963年
- 草柳大蔵『官僚王国論』文藝春秋社、1975年
- 柿澤弘治『霞ヶ関3丁目の大蔵官僚は、メガネをかけたドブネズミといわれる挫折感に悩む凄いエリートたちから』学陽書房、1977年
- テリー伊藤『お笑い大蔵省極秘情報』飛鳥新社
- テリー伊藤『大蔵官僚の復讐―お笑い大蔵省極秘情報2』飛鳥新社
- 小林道雄『日本警察腐敗の構造』ちくま文庫
- 川北隆雄『官僚たちの縄張り』新潮社（新潮選書）、1999年。ISBN 4106005581
- 神一行『警察官僚 完全版』角川書店（角川文庫）、2000年。ISBN 4043533012
- 西村健『霞が関残酷物語―さまよえる官僚たち』中央公論新社（中公新書ラクレ）、2002年。ISBN 4121500563
- 宮崎哲弥、小野展克『ドキュメント平成革新官僚―「公僕」たちの構造改革』中央公論新社（中公新書ラクレ）、2004年。ISBN 4121501195
- 佐藤優『国家の罠―外務省のラスプーチンと呼ばれて』新潮社、2005年。ISBN 4104752010
- 後藤裕美 『キャリア官僚になったアタシ。。。でも、挫折しました（＞_＜）―24歳女子が見た官僚と刑務所の世界 』雷鳥社、2011年。ISBN 978-4844135616

### 小説
- 三島由紀夫『鍵のかかる部屋』新潮社（月刊新潮） - 新人の大蔵官僚が主人公。
- 城山三郎『官僚たちの夏』新潮社（新潮文庫） - 高度成長期の通産省を舞台にした、実話を基にした作品。
- 高杉良『局長罷免―小説通産省』講談社（講談社文庫） - 「通産省4人組事件」当時の通産官僚たちの攻防を描いた、実話を基にした作品。
- 高杉良『烈風―小説通商産業省』文藝春秋（文春文庫） - 同上
- 嵯峨野源『通産官僚の暗闘』国際商業出版 - 同上
- 榊東行『三本の矢』早川書房 - 大蔵官僚が主人公。
- 大沢在昌『新宿鮫シリーズ』光文社 - 左遷されて警部に据え置かれている警察官僚が主人公。
- 横山秀夫『震度0』朝日新聞社 - 警察官僚が主人公。
- 今野敏『隠蔽捜査』シリーズ 新潮社 - 警察官僚が主人公。

### 漫画
- 國栖治雄、岡田ユキオ『林太郎の恋 通産省課長補佐1-2』講談社、1996年
- 毛利甚八、幡地英明『地の子1-3』集英社、2002年
- 鍋田吉郎、並木洋美『現在官僚系 もふ1-3』小学館、2005年 - 財務省と経済産業省との攻防などを背景に、国内外の政策対立や問題を、主人公である新人の若手財務官僚の視点から描いた作品。

### テレビドラマ・映画
- TVドラマ『赤い絆』（主演:山口百恵、国広富之など） - 主人公の女性と、彼女を取り巻く新人外交官とその父の通産官僚らが物語の主軸を織りなす。
- 映画『黄金の犬』（主演:鶴田浩二、夏八木勲、島田陽子、地井武男など） - 機密を知って逃亡する通産官僚が物語の軸にある作品。
- TVドラマ『官僚たちの夏』（NHK版主演:中村敦夫、地井武男など / TBS版主演:佐藤浩市、堺雅人など） - 高度成長期の通産官僚たちの実話を基にした作品。
- TVドラマ『西部警察』シリーズ（主演: 石原裕次郎、渡哲也など） - 登場人物の木暮謙三や沖田五郎らが警察官僚という設定。
- TVドラマ『踊る大捜査線』シリーズ（主演: 織田裕二、柳葉敏郎など） - 主人公の刑事警察官の周囲で警察官僚らが関わり、共に事件を解決してゆく。
- TVドラマ『相棒』シリーズ（主演: 水谷豊など） - 左遷され窓際の切れ者警察官僚が難事件を解決してゆく。
- TVドラマ 『キャリア〜掟破りの警察署長〜』シリーズ（主演: 玉木宏など） - 警察官僚が主人公。